# Buchema liella
Buchema liella é uma espécie de gastrópode do gênero Buchema, pertencente a família Horaiclavidae.